# Heinrich Meiners
Heinrich Meiners (* 12. März 1902 in Westerstede; † 28. Dezember 1980 ebenda) war ein deutscher Politiker.
Meiners war beruflich als Schneidermeister in Westerstede tätig. Vom 23. Mai 1946 bis zur letzten Sitzung am 6. November 1946 gehörte er als Abgeordneter der FDP dem Ernannten Landtag von Oldenburg an.

## Quelle
- Barbara Simon: Abgeordnete in Niedersachsen 1946–1994. Biographisches Handbuch. Hrsg. vom Präsidenten des Niedersächsischen Landtages. Niedersächsischer Landtag, Hannover 1996.

| Personendaten    | Personendaten                  |
| ---------------- | ------------------------------ |
| NAME             | Meiners, Heinrich              |
| KURZBESCHREIBUNG | deutscher Politiker (FDP), MdL |
| GEBURTSDATUM     | 12. März 1902                  |
| GEBURTSORT       | Westerstede                    |
| STERBEDATUM      | 28. Dezember 1980              |
| STERBEORT        | Westerstede                    |